# Arquà Polesine
Arquà Polesine (wym. [arˈkwa poˈleːzine]) – miejscowość i gmina we Włoszech, w regionie Wenecja Euganejska, w prowincji Rovigo.
Według danych na rok 2004 gminę zamieszkiwało 2896 osób, 144,8 os./km².